# Spór naukowy
Spór naukowy – dyskusja naukowa nie ograniczona do jednego miejsca i czasu, a osoby biorące w nim udział mogą nigdy się nie spotkać. Istotą sporu naukowego jest nawiązywanie do poglądów innych, zajmowanie wobec nich krytycznego stanowiska, po czym podtrzymywanie poglądu własnego lub jego modyfikacja.
Spory naukowe można uznać za dyskusje naukowe w skali historycznej. Są pożyteczne wtedy, gdy przyczyniają się do poszukiwania dostatecznych racji na drodze odpowiednich badań naukowych.